# Strandscha
Strandscha (bulgarisch Странджа, internationale Transliteration Strandža, türkisch Yıldız Dağları oder Istranca Dağları, auch als Strandzha, Strandja oder Stranja transliteriert) ist ein Gebirge in Südosteuropa. Es erstreckt sich in Südost-Bulgarien und dem Norden der europäischen Türkei und gehört zur Landschaft Thrakien. Der Gebirgskern des sich in Nordwest-Südost-Richtung erstreckenden Gebirges setzt sich aus Gneis und Granit zusammen und ist zum Teil von Tertiärschichten überdeckt.
Der höchste Berg ist der Mahya Dağı (bulgarisch връх Махиада / vrach Machiada) mit einer Höhe von 1031 m in der Türkei. Der Großteil des bulgarischen Strandscha wurde 1995 zum Naturpark erklärt und bildet das größte Schutzgebiet Bulgariens.

## Geografie
Das Strandscha-Gebirge wird gemeinsam mit dem mittleren Tundscha-Tal und dem Sakar-Gebirge zur Berg-Becken-Übergangszone (bulg. Сакаро-Стрнджанска подобласт/Sakarsko-Strandianska podoblast) des Balkangebirges gerechnet, obwohl es die „altkristallinen“ Gesteine des Rhodopen-Gebirges fortsetzt. Das bis nahe an den Bosporus reichende Gebirge wird in nahezu allen Teilen durch ein Netz von Flüssen stark zerschnitten und gegliedert.
Das Durchbruchstal der Tundscha trennt im Westen das Sakar-Gebirge (Gipfel Wischegrad 856 m) ab, das seinerseits im Norden in den bis 600 m hohen Manastir-Erhebungen (bulg. Манастирски възвишения/Manastirski waswischenija) einen Ausläufer besitzt. Östlich des Tundscha-Durchbruchs scheidet der Fluss Popowska reka die Derwent-Erhebungen (bulg. Девентски възвишения/Derwentski waswischenija, bis zu 555 m hoch) vom Zentralbereich der Strandscha. Im Nordosten sondert sich von diesem das Bergland Bosna ab, wobei das Tal der Weleka die Trennlinie im Süden darstellt. Im Norden reicht das Bergland bis zum Golf von Burgas, der Burgaser Seenlandschaft sowie der Burgasebene. Der nördlichste Ausläufer dort bildet das Bergmassiv Tscheni Wrach mit dem Gipfel Schiloto (209 m). Im Westen ist das Bergland vom Tal des Rossen-Flusses begrenzt. Östlich davon befindet sich die 376 m (Bakarlak) hohe Hügelkette Meden rid.
Im Osten grenzt das Gebirge an das Schwarze Meer. Das Küstengebiet zeichnet sich durch ein Komplex von Meeresterrassen, einer stark zerklüfteten Felsküste und einer Vielzahl von Limanen aus, die sich mit größeren und kleineren Sandstränden abwechseln. Die Halbinseln zwischen den Buchten entlang der bulgarischen Küste zeichnen sich durch teilweise eine senkrecht ins Meer abfallende, schwer zugängliche Steilküste aus (→ Kliffküste).
Die höchste Erhebung der Strandscha heißt Mahya Dağı und liegt zwischen Vize und Malko Tarnowo. Nach Süden und Südwesten fällt der Strandscha-Gebirgszug sanft zu den Hügeln und Becken des Ergene-Tales mit seinen eozänen Kalkstein- und Mergelformationen ab, einer von Jungtertiärschichten erfüllten und nachträglich zertalten Senke. Dem Ergene, der nördlich von İpsala in die Mariza mündet, fließt von Norden aus der Strandscha eine Reihe paralleler Flüsse zu. Ihre Täler sind flache und breite Senken, sodass eine leicht wellige Oberfläche vorherrscht. Im Westen reicht das Jungtertiär-Plattenland so weit, bis der Ostrand des Rhodopen-Gebirges einsetzt. Die bis 10 km breite Ebene an der unteren Mariza bildet ein Teilgebiet des von breiten Tälern zerfurchten Riedellandes. Östlich des Mariza-Deltas erhebt sich bei Enez das aus Vulkaniten aufgebaute Hügelland des Hisarh Dag (385 m).
Weitere Flüsse, die im Strandscha-Gebirge entspringen, sind die Sredizka (Средецка), Ropotamo, Resowska (Резовска река), Fakijska (Факийска река).
Über das Gebirge verläuft der große östliche Nord-Süd-Migrationsweg der Zugvögel, die Via Pontica. Nicht nur während des Vogelzugs ist eine Vielfalt von geschützten Zug- und Strichvögeln (u. a. Kormorane, Pelikane, Nachtreiher, Löffelenten, Ibisse, Graureiher, Haubentaucher, Altweltgeier) im ganzen Gebirge und besonders an der Küste zu beobachten.
In diesem bulgarischen Gebirge wachsen die endemischen Pflanzenarten Veronica turrilliana, Anthemis jordanovii, Silene caliacrae und Aurinia uechtritziana sowie seltene und geschützte Arten wie der Pontische Rhododendron und im Naturschutzgebiet Arkutino (Аркутино) die in Südosteuropa seltene Weiße Seerose.
Es überwiegen Gelberde-Böden.

## Naturpark Strandscha
Der „Naturpark Strandscha“ schließt beinahe das ganze Gebirge auf bulgarischer Seite ein. Mit seiner Fläche von 1116 km² nimmt der Naturpark fast 1 % des Territoriums des Landes ein und ist somit das größte Schutzgebiet Bulgariens. Der Park enthält fünf Reservate: Silkosija (Силкосия), Witanowo (Витаново), Sredoka (Средока), Tisowica (Тисовица) und Usunbodschak (Узунбоджак) (auch Lopuschniza (Лопушница) genannt). Der Reservat Silkosija ist das älteste Reservat in Bulgarien. Der Beschluss für die Ernennung von Silkosija zum Reservat wurde am 23. Juli 1931 gefasst. Usunbodschak wurde 1977 in die UNESCO-Liste für Biosphärenreservate des „Mensch-und-Biosphäre“-Netzwerks aufgenommen.
Neben den Reservaten existieren 14 weitere Naturschutzgebiete, unter anderem Arkutino (Аркутино) und Silistar (Силистар).
Eine Besonderheit des Naturparks sind die Reliktpflanzen aus der Tertiär-Zeit, wie das Symbol des Parks, der Pontische Rhododendron. Etwa 80 Prozent des Naturparks besteht aus Wäldern, darunter Urwälder aus Buchen und Traubeneichen.
Das Oberste Verwaltungsgericht Bulgariens hob mit Beschluss Nr. 6794 vom 29. Juni 2007 den Status der Strandscha als Naturpark auf. Dieser Beschluss führte im Sommer 2007 zu Protestaktionen bulgarischer Naturschützer, die eine weitere Bebauung der bulgarischen Schwarzmeergebiete zu verhindern suchten. Daraufhin erließ die bulgarische Nationalversammlung ein Gesetz, das die gerichtliche Umwidmung von Schutzgebieten unmöglich machte und damit den Status der Strandscha als Naturpark erhielt. Am 17. Juli 2007 verabschiedete das bulgarische Parlament ein neues Gesetz für die Geschützten Gebiete und stellte den Status des Naturparks wieder her. Ein neuerliches Urteil des Obersten Verwaltungsgerichts von Anfang 2014 stellt den Bestand des Schutzgebietes jedoch teilweise wieder in Frage.
Weitere Proteste leiteten die undurchsichtigen Beschlüsse zum Bau der Burgas-Alexandroupolis-Ölpipeline, die den Naturpark durchqueren sollte. Der Bau der Pipeline wurde Anfang 2012 jedoch gestoppt.

## Geschichte und Sehenswürdigkeiten

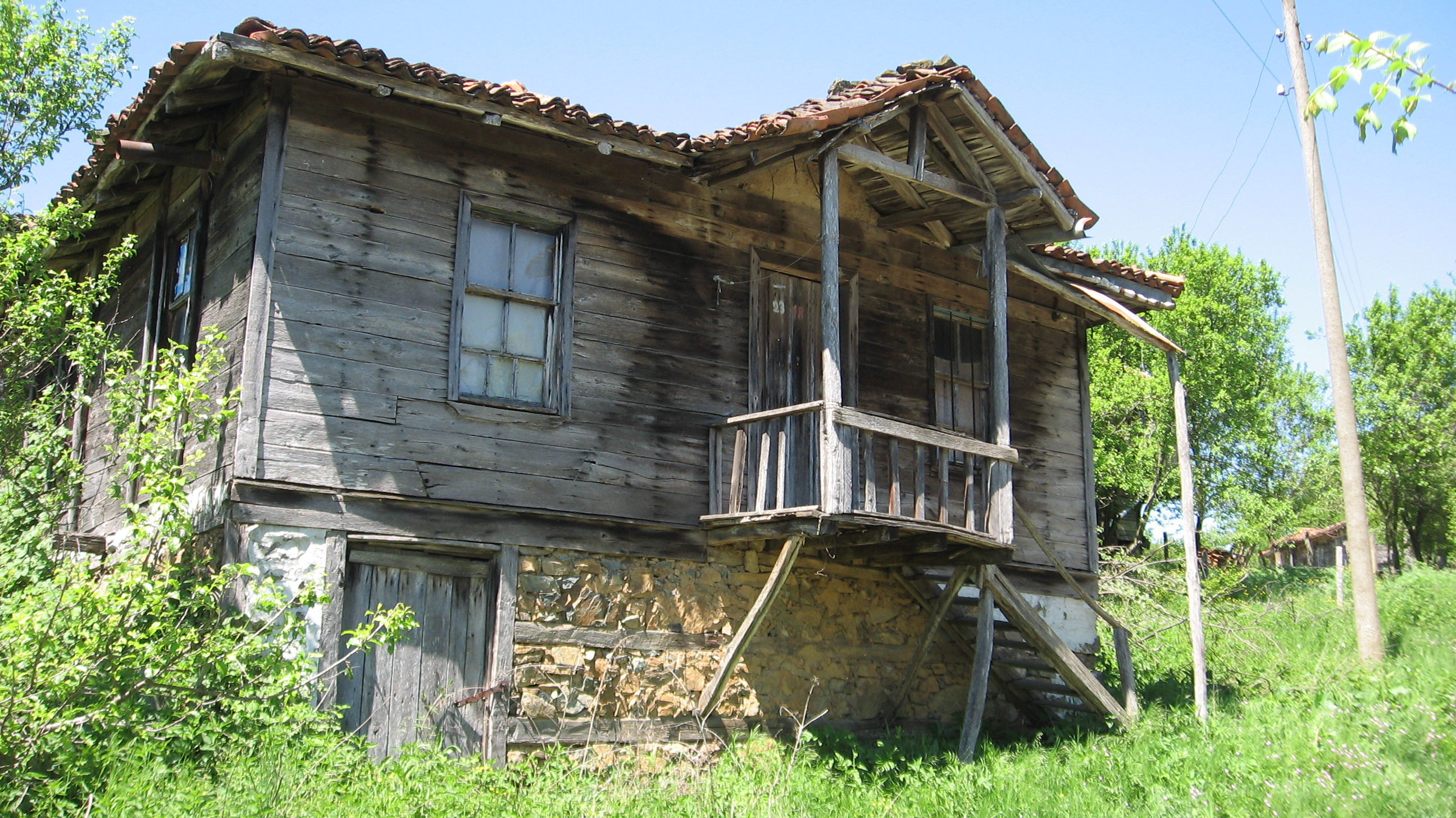
Haus im Strandschagebirge

Das Gebirge zählt zu den ältesten besiedelten Gegenden Europas und war in der Vorgeschichte, Antike und im Mittelalter für seine Kupfer- und Goldbergwerke bekannt. Tausende archäologische Funde im ganzen Gebirge (u. a. Großsteingräber und Dolmen) zeugen von einer alten Megalithkultur und einer abwechslungsreichen Geschichte. Das Gebirge ist von Ruinen thrakischer, keltischer, römischer und altgriechischer Herkunft übersät. Die Römer bauten durch das Gebirge, entlang der Küste, die Via Pontica (auch Küstenstraße genannt) wahrscheinlich auf einer existierenden Route, über die bereits der persische Großkönig Dareios I. gezogen war. Nach der Abwehr der persischen Invasion wurde das Gebirge zum Zentrum des thrakischen Odrysenreiches.
Zahlreiche Legenden um die Entstehung und die Geschichte des Gebirges sind überliefert. So soll einer Legende nach im Gebirge eine ägyptische Prinzessin begraben sein. Einen besonderen Stellenwert genießt das Ritual der Feuertänze. Der Brauch der Nestinari, wie die Feuertänzer in Bulgarien genannt werden, ist einzigartig für Südosteuropa.
1903 entstand während des Ilinden-Preobraschenie-Aufstandes die kurzlebige Strandscha-Republik.
Seit 2004 ist das Gebirge Namensgeber für den Strandscha-Gletscher auf der Livingston-Insel in der Antarktis.